# Andrea Tiberi
Andrea Tiberi (Turín, 15 de noviembre de 1985) es un deportista italiano que compitió en ciclismo de montaña en la disciplina de campo a través. Ganó  una medalla de bronce en el Campeonato Europeo de Ciclismo de Montaña de 2007, en la prueba de relevo mixto.

## Palmarés internacional
| Campeonato Europeo | Campeonato Europeo  | Campeonato Europeo | Campeonato Europeo         |
| Año                | Lugar               | Medalla            | Competición                |
| ------------------ | ------------------- | ------------------ | -------------------------- |
| 2007               | Capadocia (Turquía) | Medalla de bronce  | Campo a través por relevos |